# Millie le petit orphelin
Millie le petit orphelin est le 6e épisode de la saison 19 de la série télévisée d'animation Les Simpson.

## Synopsis
Les parents de Millhouse disparaissent. Homer ne se souvient pas de la couleur des yeux de Marge.

## Erreur
- Marge cache ses yeux à Homer avec des lunettes durant tout l'épisode, mais quand tout le monde est sur le port pour dire au revoir aux parents de Milhouse, Marge ne porte pas de lunettes et Homer est juste à côté.
- Durant le pique-nique, sur les premières images, Maggie mange un sandwich, sur le plan suivant elle n'a plus de sandwich et sa sucette ;
- Les piqûres de guêpes d'Homer disparaissent très vite ;
- À la fin de la chanson d'Homer, on ne voit pas Marge arriver alors qu'on aurait dû.
- Quand Bart rentre par la porte de devant, il arrive directement par la porte de derrière qui le mène au salon.